# Illuminati
«Illuminati» — сингл американского рэпера Lil Pump и пуэрто-риканского рэпера Anuel AA, выпущенный 24 апреля 2020 на лейбле Tha Lights Global. В этой песне они сравнили себя с членами тайного ордена и рассказывают о своём богатстве.

## История
Lil Pump и Anuel AA ранее показывали отрывки из песни в социальных сетях.

## Отзывы
В интернет-журнале HotNewHipHop «Illuminati» получил оценку «HOTTTTT».

## Видеоклип
Релиз видеоклипа на трек состоялся 24 апреля 2020 на официальном YouTube-канале Lil Pump, в день выхода сингла. Впервые слухи о видеоклипе появились когда Lil Pump опубликовал видео с окровавленной рукой после укуса змеи.
Режиссёром видео стал Spiff TV. Он ранее работал с Machine Gun Kelly, French Montana и Крисом Брауном.